# 愛の破片 (映画)
『愛の破片』（ あいのはへん、原題：Poussieres d'amour ）は、1996年に製作された、ドイツ・フランスのドキュメンタリー映画。ヴェルナー・シュレーター監督。
1998年（第7回）東京国際レズビアン&ゲイ映画祭にて特別プレミア上映された。

## キャスト
- キャサリン・チーシンスキー
- クリスティン・チーシンスキー
- ローレンス・デール（英語版）
- セルゲイ・ラリン
- トゥルデリーゼ・シュミット
- キャロル・ブーケ
- イザベル・ユペール
- アニタ・チェルケッティ
- マルタ・メードル
- リタ・ゴール（フランス語版）